# Żarłacz brunatny
Żarłacz brunatny, żarłacz brunatny atlantycki, żarłacz Milberta (Carcharhinus plumbeus) – gatunek rekina z rodziny żarłaczowatych (Carcharhinidae). Zamieszkuje ciepłe tropikalne i umiarkowane wody wszystkich oceanów. Preferuje przydenne obszary między innymi wzdłuż szelfów kontynentalnych. Spotykany najczęściej na głębokości od 20 do 65 metrów, choć przebywa czasami zarówno w płytszych, jak i w dużo głębszych wodach. Osiąga maksymalnie 2,8–3 m długości i wagę 90 kg. Posiada wydłużone, masywne ciało o ciemniejszym grzbiecie, zaokrąglony wygięty ku dołowi pysk z heterodontycznym uzębieniem. Charakterystyczne płetwy piersiowe są duże, mocno wygięte ze stosunkowo głębokim dalszym wycięciem. Na końcu górnego łuku płetwy ogonowej widoczny jest trójkątny fałd skórny.
Poluje w pobliżu dna oceanicznego. Żywi się rybami kostnoszkieletowymi, rybami chrzęstnoszkieletowymi, mięczakami i skorupiakami. Rekin ten pożywia się przez cały dzień, lecz w nocy staje się bardziej aktywny. Podobnie jak inne żarłaczowate, jest żyworodny. Embriony aż do momentu narodzin pobierają składniki pokarmowe poprzez łożysko pęcherzyka żółtkowego połączone ze śluzówką macicy matki. Jednorazowo samice rodzą od 6 do 13 młodych. Ciąża trwa 8–12 miesięcy, w zależności od położenia geograficznego. Młode padają często ofiarą większych rekinów. Międzynarodowa Unia Ochrony Przyrody (IUCN) uznała żarłacza brunatnego za gatunek narażony na wyginięcie (VU).

## Taksonomia i filogenetyka
W 1827 roku Giovanni Domenico Nardo opisał żarłacza brunatnego jako Squalus plumbeus, bazując na osobniku wyłowionym z Morza Adriatyckiego. Epitet plumbeus pochodzi z łaciny i oznacza „ołowiany”. W 1841 roku Johannes Peter Müller i Jakob Henle przemianowali go na Eulamia milberti. Późniejsi autorzy uznali rodzaj Eulamia za młodszy synonim rodzaju Carcharhinus. Od tego czasu stosowano różne nazwy naukowe tego gatunku w poszczególnych klasyfikacjach. Nazwa gatunkowa C. milberti używana była przez długi czas z powodu mylnego przekonania, że żarłacze brunatne z Atlantyku i Pacyfiku należą do osobnych gatunków. Później uznano ją za młodszy synonim C. plumbeus.
Na podstawie podobieństw morfologicznych Jack Garrick w 1982 roku zgrupował żarłacza brunatnego z żarłaczem karaibskim (C. perezi) i Carcharhinus altimus. W 1988 roku Leonardo Compagno sklasyfikował ten gatunek razem z żarłaczem srebrnopłetwym (C. albimarginatus), żarłaczem galapagoskim (C. galapagensis), żarłaczem białopłetwym (C. longimanus), żarłaczem ciemnoskórym (C. obscurus) i C. altimus w tak zwanej „grupie obscurus”. Analiza filogenetyczna na podstawie danych allozymowych, opublikowanych przez Gavina Naylora w 1992 roku, wskazuje, że żarłacz brunatny jest taksonem siostrzanym z C. altimus i tworzy razem z nim wspólny klad.
Analiza mitochondrialnego locus NADH-2 przeprowadzona przez Naylora i współautorów w 2012, wykazała odrębność gatunkową dla populacji zamieszkujących Atlantyk i Indopacyfik. Biorąc pod uwagę osiągnięte wyniki oraz fakt, że osobnik typowy dla gatunku C. plumbeus pochodzi z Morza Adriatyckiego, badacze zaproponowali pozostawienie epitetu C. plumbeus dla populacji atlantyckiej oraz tymczasową nazwę C. cf. plumbeus dla populacji indopacyficznej. Co więcej, uznano, że jeżeli późniejsze badania potwierdzą ważność i odrębność obu gatunków, konieczne może być wskrzeszenie C. japonicus (Temminck i Schlegal, 1850).

## Występowanie i środowisko

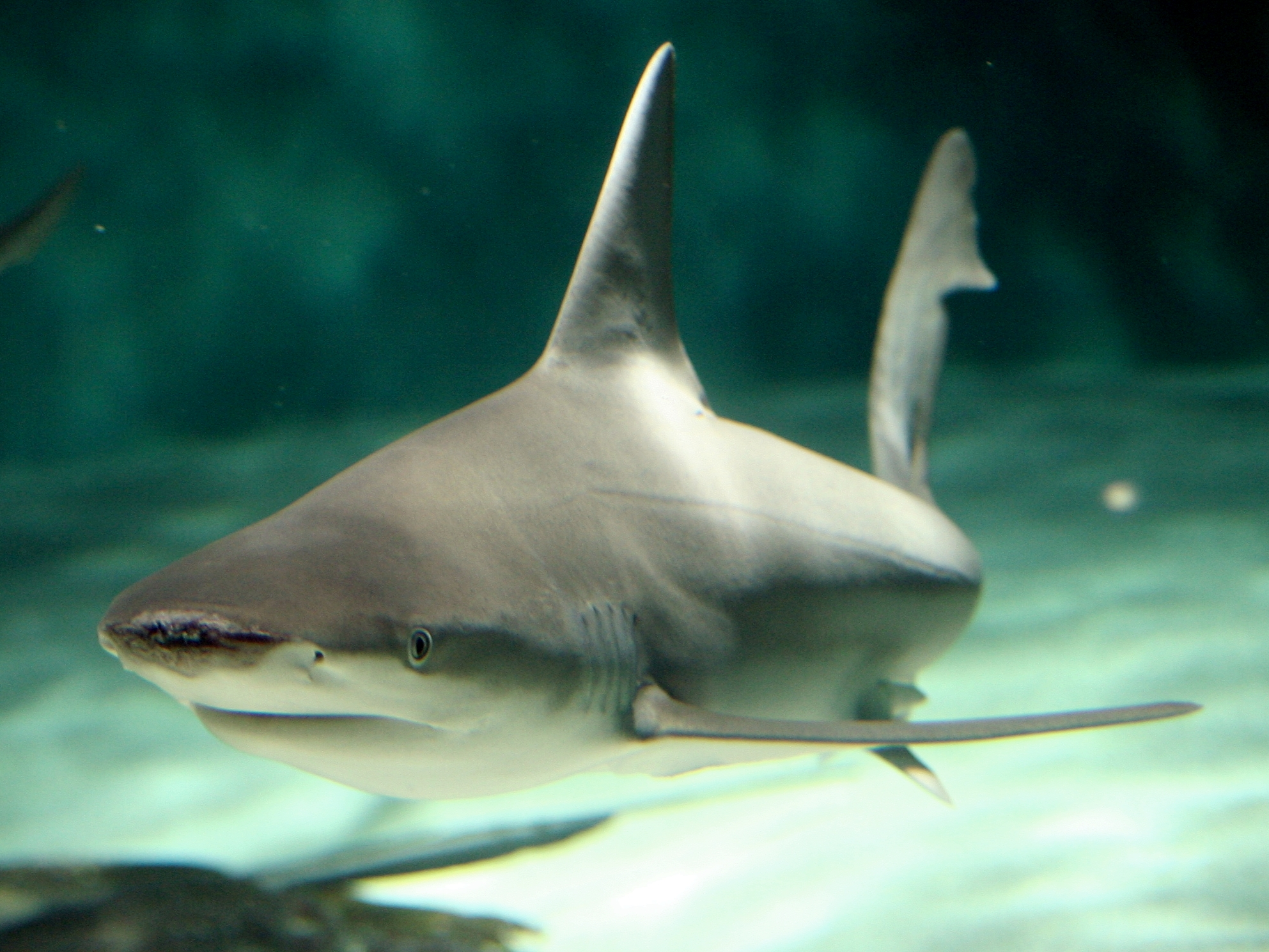
Zdjęcie żarłacza brunatnego w naturalnym środowisku

Żarłacz brunatny występuje w tropikalnych i umiarkowanych wodach całego świata. Jest najczęściej występującym gatunkiem dużego rekina w wodach zachodniego Atlantyku, gdzie spotkać go można od Nowej Fundlandii poprzez Zatokę Meksykańską i Morze Karaibskie po północne krańce Wenezueli i dalej na  południu wzdłuż wybrzeży wschodniej Brazylii i Urugwaju. Na wschodzie spotyka się go w całym Morzu Śródziemnym, wokół Wysp Zielonego Przylądka oraz u wybrzeży Gwinei, Sierra Leone, Liberii, Nigerii, Kamerunu i Angoli. Na wschodzie Pacyfiku bytuje jedynie wokół Archipelagu Ravillagigedo, Wysp Galapagos oraz na Hawajach. Na zachodzie Oceanu Spokojnego występuje w Morzu Żółtym i Morzu Południowochińskim od Półwyspu Koreańskiego po południowe krańce Półwyspu Indochińskiego na północy oraz u wybrzeży północno-zachodniej Australii i Nowej Kaledonii na południu. W wodach Oceanu Indyjskiego spotykany jest w Morzu Czerwonym, Zatoce Perskiej, u wybrzeży południowo-wschodniej Afryki, wokół Madagaskaru, na Komorach, Maskarenach oraz u wybrzeży północno-zachodniej Australii.
Zamieszkuje przydenne rejony płytkich wód przybrzeżnych, w tym wzdłuż krawędzi szelfów kontynentalnych, na obszarach podwodnych płaskowyżów (jak Grzbiet Maskareński) i wyspowych teras. Często spotykany jest również w portach, estuariach, ujściach rzek i zatok, w wodach o wysokiej mętności. Pomimo tego żarłacz brunatny to gatunek typowo słonowodny, nietolerujący wody słodkiej. Preferuje miękkie, muliste lub piaszczyste dno morskie, unikając obszarów raf koralowych. Bytuje najczęściej na głębokości 20–65 m, choć spotykany jest również dużo głębiej podczas migracji.
Podobnie jak w przypadku innych rekinów, żarłacz brunatny sezonowo migruje. Powodem takiego zachowania mogą być zmiany temperatur lub prądy morskie. W zachodnich wodach Atlantyku dorosłe osobniki podczas cieplejszych miesięcy wędrują na północ od Cape Cod, by powrócić na południe w okresie zimniejszym. Samce migrują wcześniej niż samice, przebywają też w głębszych wodach. Samce wędrują najczęściej w większych grupach, samice zaś osobno. Uważa się, że populacje zamieszkujące wybrzeża południowo-wschodniej Afryki również biorą udział w sezonowych migracjach. Nie odnotowano wędrówek wśród rekinów zamieszkujących Hawaje. Ze względu na duże odległości pomiędzy poszczególnymi siedliskami rekiny te zdolne są prawdopodobnie do długich pelagicznych wędrówek. Jednakże udokumentowane przypadki takich zachowań były bardziej wynikiem pojedynczych przypadkowych wędrówek, niż stałych i długich sezonowych migracji.

## Cechy morfologiczne

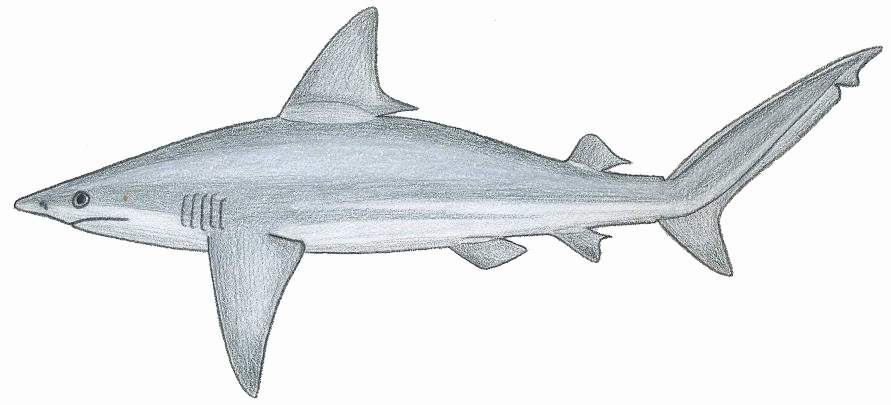
Rysunek przedstawiający budowę żarłacza brunatnego

Żarłacz brunatny posiada długie, masywne i wrzecionowate ciało typowe dla przedstawicieli rodzaju Carcharhinus. Cechą charakterystyczną jest duża, mocno wygięta pierwsza płetwa grzbietowa ze stosunkowo głębokim dystalnym wycięciem, której proksymalna krawędź podstawy nie pokrywa się z dalszą krawędzią podstawy płetw piersiowych. Posiada zaokrąglony wygięty ku dołowi pysk z U-kształtnym otworem gębowym. Uzębienie heterodontyczne. Górne zęby mają kształt równobocznych trójkątów o ząbkowanej krawędzi i masywnej szerokiej podstawie, dolne są haczykowate i spiczaste, owalne w przekroju o równych krawędziach i szerokiej niskiej podstawie. Podobnie jak inne rekiny, również i żarłacz brunatny posiada kilkanaście rzędów zębów. Oczy są duże, z fałdami półksiężycowatymi spojówek ochraniającymi migotkę. Za nimi mieści się owalna tryskawka. Szczeliny skrzelowe nie są tak równe, jak np. u żarłacza karaibskiego, pierwsza z nich jest prawie dwukrotnie dłuższa od ostatniej, piątej. Płetwy piersiowe są stosunkowo długie, lekko zagięte, zaokrąglone na końcu sierpa. Romboidalna druga płetwa grzbietowa, jak i płetwy brzuszne, posiada wolną dystalną końcówkę. U samca z części płetw brzusznych wykształcił się narząd kopulacyjny zwany pterygopodium. Płetwa odbytowa jest mocno wygięta ku tyłowi. Duża i szeroka płetwa ogonowa cechuje się asymetrycznością i heterocerkicznością. Dolny łuk płetwy ogonowej jest dużo krótszy od górnego łuku, na końcu którego rekin ten posiada wyraźnie zaznaczony trójkątny fałd skórny, czasami poprzedzony niewielkim, prostym wycięciem.
Skórę pokrywają połyskujące łuski plakoidalne zwane "skórnymi zębami". Grzbiet cechuje się barwą ciemnoniebieską, szarą lub nawet brunatną. Spód ciała jest jasny, najczęściej koloru białego lub błękitnego. Płetwy, oprócz pierwszej płetwy grzbietowej, są ciemniejsze od korpusu. Żarłacz brunatny to stosunkowo duży rekin, osiągający maksymalnie 2,8–3 m długości, najczęściej nie przekracza znacznie 2 m. Samca różni od samicy głównie wielkość (cecha dymorfizmu płciowego). Samiec osiąga do 45–60 kg wagi, samica zaś 70–90 kg.

## Odżywianie

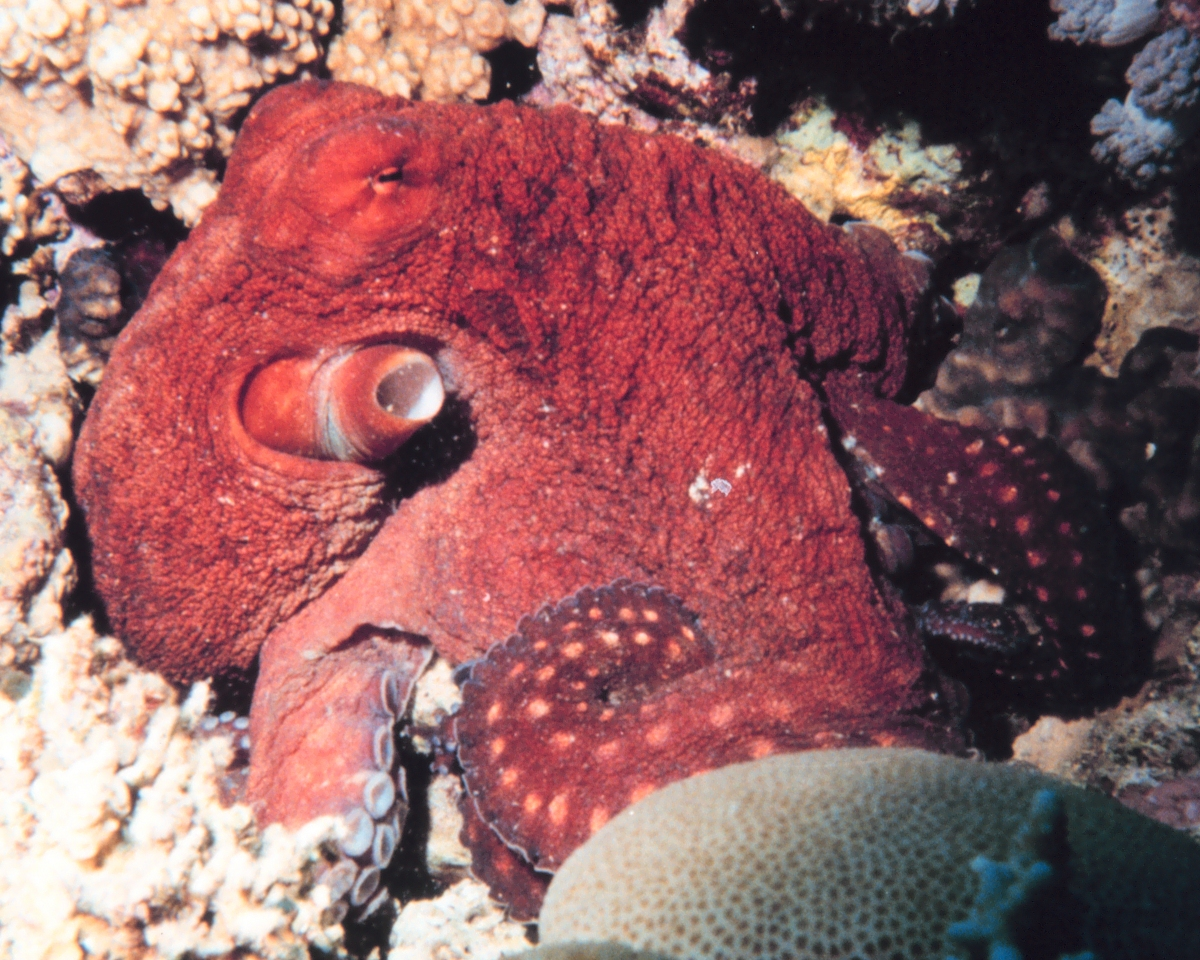
Ośmiornica Octopus macropus często pada ofiarą żarłacza brunatnego

Żarłacz brunatny poluje głównie na żyjące przy dnie małe ryby, mięczaki i skorupiaki. Żywi się najczęściej rybami kostnoszkieletowymi, rybami węgorzokształtnymi, drętwokształtnymi, rajokształtnymi i koleniowatymi (Squalus acanthias), żarłaczowatymi (Rhizoprionodon terraenovae), młotowatymi (Sphyrna tiburo), ośmiornicami, kałamarnicami, małżami, krewetkami i krabami (z rodzajów Callinectes, Cancer i Ovalipes). Rekin ten pożywia się przez cały dzień, lecz w nocy staje się bardziej aktywny. Wysoki procent wyłowionych osobników miało pełne żołądki i duże zdrowe wątroby. Na tej podstawie uważa się, że gatunek ten posiada bardzo wydajną strategię pokarmową, pobierając pożywienie dużo regularniej, niż ma to miejsce u innych przedstawicieli Carcharhinus. Młode żarłacze padają niekiedy ofiarą większych rekinów, głównie żarłacza tępogłowego i żarłacza tygrysiego. Zwierzę to – poza krwią – przyciągają dźwięki o niskiej częstotliwości, wydawane przez zagrożoną lub ranną ofiarę, które odbiera za pomocą specjalnych receptorów umieszczonych na spodzie pyska. Atak przebiega błyskawicznie. Z uwagi na małe rozmiary swoich ofiar żarłacz brunatny najczęściej połyka ofiarę w całości. Młode osobniki żywią się głównie krewetkami (Lysiosquilla scabricauda), krabami (Callinectes sapidus) i mięczakami.

## Cykl życiowy
Podobnie jak inne żarłaczowate, jest żyworodny. Osiąga dojrzałość płciową w wieku około 7-8 lat, przy długości 130–180 cm (samiec) i 145–180 cm (samica). Na półkuli północnej żarłacze brunatne kopulują od maja do czerwca, w przeciwieństwie do osobników zamieszkujących południową półkulę, gdzie odbywa się to od października do stycznia. W tym okresie pobudzone samce uporczywie próbują doprowadzić do kopulacji, często w sposób agresywny, gryząc samicę w okolicy płetwy grzbietowej. Jest to typowe zachowanie dla żarłaczowatych. Często u samic zauważyć można liczne blizny na grzbiecie. Kopulacja odbywa się za pomocą pterygopodium, narządu wykształconego z dystalnych fragmentów płetw brzusznych u samców.

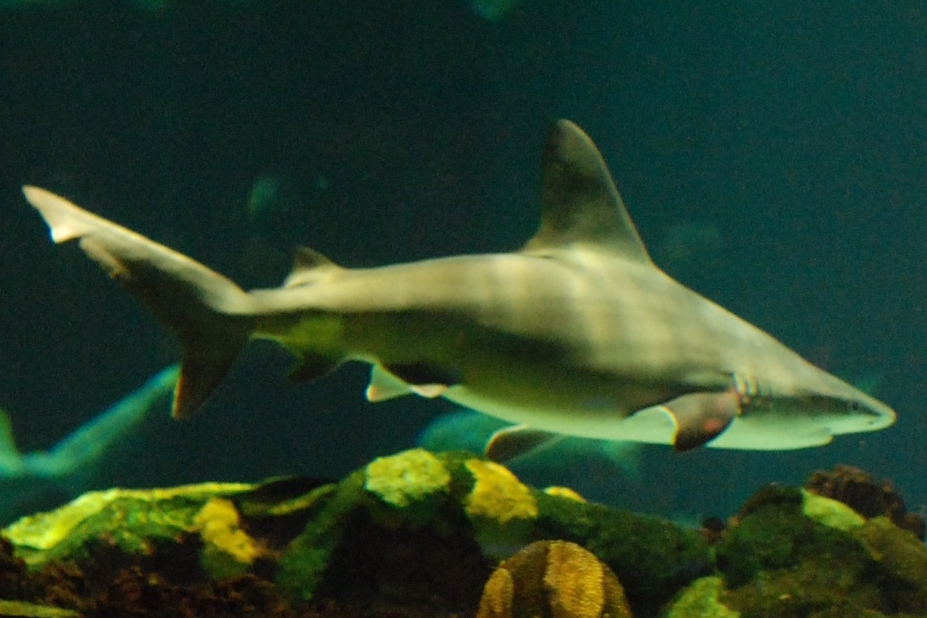
Fotografia przedstawiająca okaz trzymany w niewoli w Akwarium w Orlando

Ciąża może trwać od 8 do 12 miesięcy, w zależności od położenia geograficznego. W zachodniej części Oceanu Atlantyckiego ciąża trwa około 9 miesięcy, podczas gdy u wybrzeży południowo-wschodniej Afryki okres ten może wynosić nawet 12 miesięcy. Samice zachodzą w ciążę co drugi lub co trzeci rok. Embriony w ciele matki zużywają zapasy żółtka z pęcherzyka żółtkowego, który później łączy się ze ścianą macicy, tworząc tzw. łożysko żółtkowe, dzięki któremu dostarczane jest pożywianie z organizmu samicy. W zachodnim Atlantyku młode rodzą się od lutego do kwietnia, w wodach południowo-wschodniej Afryki od września do lutego. Poród następuje w płytkich przybrzeżnych wodach, dużo bezpieczniejszych od otwartej toni głębszych wód. Dzięki temu młode są lepiej chronione od ataków drapieżników, głównie żarłaczy tygrysich, często polujących na młode rekiny brunatne. Na zachodzie Atlantyku młode często przebywają w zatokach i ujściach rzek od Delaware po Karolinę Północną. Podobnie jak w przypadku okresu kopulacji i długości ciąży, również w przypadku wielkości miotu dużą rolę odgrywa położenie geograficzne. W Morzu Południowochińskim samica rodzi zazwyczaj 6-13 młodych, natomiast na Hawajach zwykle 7-8. Niezależnie od miejsca liczba młodych zależy od wielkości matki, im większa samica, tym większy miot. Stosunek płci w miocie jest zazwyczaj równy jeden. Nowo narodzone młode, mierzące 56–75 cm, przypominają z wyglądu dorosłe osobniki, choć z początku są bardziej smuklejsze i posiadają stosunkowo mniejszą płetwę grzbietową. Młode pozostają w płytkich przybrzeżnych wodach przez kilka lat. Typowe dla dorosłych osobników migracje zaczynają najczęściej w wieku 5 lat. Samce żyją nieznacznie krócej od samic. Średnia długość życia wynosi 20 lat (maksymalnie 30). Osobniki trzymane w niewoli żyją prawie dwukrotnie krócej.

## Relacje z ludźmi

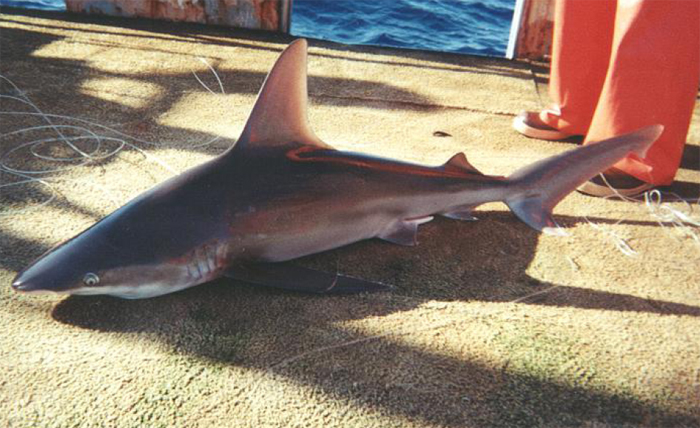
Wyłowiony młodociany okaz żarłacza brunatnego

Żarłacz brunatny odgrywa ważną rolę w komercyjnych połowach rekinów wzdłuż wschodniego wybrzeża Stanów Zjednoczonych z powodu swojej liczebności, stosunkowo dużych rozmiarów, smacznego mięsa i dużych płetw grzbietowych. Stanowi 60% połowów na tamtych wodach. Poławiany jest również w wodach wschodniego Atlantyku oraz w Morzu Południowochińskim, gdzie cenione są głównie jego płetwy, ale również mięso, skóra i olej z wątroby. Ponadto poluje się na te ryby sportowo. Gatunek ten uważany jest za niegroźny dla ludzi, choć z powodu sporych rozmiarów może być potencjalnie niebezpieczny. Na ogół rekiny te są spokojne, lecz sprowokowane mogą stać się agresywne. Z powodu intensywnego rybołówstwa w porównaniu ze stosunkowo powolnym tempem rozrodczym populacja tego gatunku stopniowo maleje. W 1996 roku Międzynarodowa Unia Ochrony Przyrody (IUCN) stwierdziła, że żarłacz brunatny jest gatunkiem narażonym na wyginięcie (VU). W 2000 roku uznano go za gatunek bliski zagrożenia (NT), by siedem lat później ponownie podwyższyć status zagrożenia na VU. Od 1993 roku Stany Zjednoczone zmniejszyły roczną liczbę poławianych osobników. Na zachodzie Australii zabroniono połowu tego gatunku. W 1995 roku uznano za go "gatunek wysoce migrujący" i wpisano na listę Agreement on the Conservation and Management of Straddling Fish Stocks and Highly Migratory Fish Stocks Organizacji Narodów Zjednoczonych (ONZ).